# Plurk
A Plurk egy társasági hálózati és  mikroblog-szolgáltatás, ahol a felhasználók teszik közé mini bejegyzéseiket (140 karakter bejegyzésenként), ezeket plurk-öknek hívják. A magyar plurk-ölők a plurk-öket "plörkök"-nek vagy "plürkök"-nek nevezi.
A bejegyzések a beküldés után az idővonalon láthatók, amelyen időrendi sorrendben láthatók azon felhasználók számára, akik feliratkoztak rá, vagy akiknek a felhasználó engedélyezi. Ezek megválaszolhatóak a plurk.com weboldalon, szöveges üzenet formájában, vagy azonnali üzenetküldő szolgáltatáson keresztül. A bejegyzések követhetők a weboldalon, azonnali üzenetküldő rendszerben, mobilszolgáltatáson keresztül vagy RSS-ben is. Habár a plurk-ön megadott linken keresztül adott felhasználó plurk-jeit követhetjük, de a hozzászólások olvasásához és küldéséhez már regisztráció szükséges.

## A karma
A karma a felhasználók és ismerősei aktivitása alapján növekszik. A "Plurk Nirvanába" úgy jut a felhasználó, ha a nap folyamán több bejegyzést ír, más felhasználók hozzászólnak bejegyzéseihez, barátokat hív meg,  barátnak jelölik és rendszeresen követik az adott felhasználó bejegyzéseit, mint rajongó vagy barát. Kezdetben igen gyorsan nő a karma, mivel karma jár azért is, ha személyes adatokat oszt meg magáról az illető. (Például: profilkép, lakhely, kor, igazi név.)  Azonban a karma eshet is, amennyiben az adott felhasználó elhanyagolja az idővonalát, vagyis nem ír rendszeresen plurk-öket, valamint ha spam-ekel terheli társait, visszautasítják ha a felhasználó más felhasználót barátnak jelölt, és ha barátai nem követik a bejegyzéseit.

## Mobilverzió
A Plurk-nek létezik egy butított, mobil változata is, amiből kispórolták azokat a képeket, amelyek nem feltétlenül fontosak a plurk használatához, így okostelefonokról, PDA-król is kényelmes bejegyzést írni-olvasni.
A Plurk-höz külsős alkalmazásfejlesztők több Mobil operációs rendszer alá is fejlesztettek olyan kliens programokat amik megkönnyítik a rendszer használatát. Ezek általában többet nyújtanak mint a Plurk által kínált http://plurk.com/m oldal, és még kényelmesebbé teszik a mobilról való plörkölést.

## Magyar interfész
A magyar nyelv is választó a nyelvek közül, így az idegennyelveket nem beszélő emberek is könnyen használhatják az oldalt.
A fordítás amatőr fordítók végzik, akiket pályázat útján választanak ki. Jelentkezni e-mailben lehet, folyamatosan.